# Эми Фарра Фаулер
Доктор Эми Фарра Фаулер (англ. Amy Farrah Fowler) — персонаж американского ситкома «Теория Большого взрыва». Играет американская актриса Маим Бялик. В сериале Эми - нейробиолог и любовный интерес Шелдона. Эми имеет докторскую степень по нейробиологии (сама Бялик имеет докторскую степень по нейронаукам). Её исследования посвящены зависимости у приматов и беспозвоночных,  время от времени она упоминает о таких исследованиях, как приучение обезьяны капуцина к сигаретам или морской звезды к  кокаину. Эми, вместе с Шелдоном, получает Нобелевскую премию по физике.

## Биография
Радж и Говард нашли Эми через сайт знакомств, тайно создав аккаунт, используя имя и информацию Шелдона. Сайт свёл её с Шелдоном, и у этих двоих оказалось много общих черт. Как только они с Шелдоном знакомятся, она становится, по словам Шелдона, другом женского пола, но не «девушкой». Вначале они общаются посредством текстовых сообщений и видеозвонков, но по инициативе группы, она начинает общаться со всеми лично. Одевается очень тепло, не по калифорнийской погоде. Актриса Маим Бялик вспоминала, что ей приходилось носить много слоёв одежды: «Я постоянно потела, потому что Эми носила много всего и не очень-то различала сезоны. Для неё погода всегда была на свитер, даже если вокруг все ходили с коротким рукавом или в майках. Я специально решила не носить корректирующее бельё, чтобы было удобнее, но из-за этого я частенько смотрелась крупнее, чем на самом деле. Но слои слоями, а корректирующее бельишко мне носить совсем не хотелось. Надевать колготки Эми и так было сплошной мукой. При этом их надо было менять в зависимости от каждого костюма, — как я понимаю, костюмерам это было важно».
Она считает Пенни очень близкой подругой, иногда называя её своей «лучшей подругой», а иногда признаваясь, что вся её социальная жизнь вращается вокруг Пенни. Пенни любит Эми, но, к её огорчению, Эми часто не понимает, что такое "девчачьи разговоры": в её присутствии она говорит о женской гигиене и анатомии и иногда бывает жестоко откровенна. Эми также часто демонстрирует привязанность к Пенни, иногда граничащую с физическим влечением, и несколько снисходительно относится к Бернадетт, хотя она по-прежнему считает её близкой подругой. Её чувства к Шелдону также значительно возросли со временем, и она считает его идеальным почти во всех отношениях, хотя иногда её раздражают и расстраивают причуды Шелдона, как и других его друзей, например увлечение научной фантастикой, комиксами и т. д.
В пятом сезоне, после того как Эми отправляется на свидание с владельцем магазина комиксов Стюартом, Шелдон решает закрепить их отношения как парень/девушка с помощью 31-страничного «Соглашения об отношениях». Позже в этом сезоне Эми начинает кампанию по усилению чувств Шелдона к ней, принимая более активное участие в его интересах, включая видеоигры и «Стар Трек», и относясь к нему так же, как его мать Мэри Купер. Во время свадебной церемонии Говарда и Бернадетт Шелдон говорит, что надеется, что они будут так же счастливы вместе, как он один, что ранит чувства Эми, но позже он спонтанно берёт её за руку, чтобы утешить, когда Говард взлетает в космос.
К началу шестого сезона Шелдон и Эми регулярно держатся за руки по настоянию Эми, но Эми также очень хочет, чтобы её отношения с сопротивляющимся Шелдоном развивались и включали сексуальную близость, что является её сильным изменением. К середине сезона у Шелдона произошло несколько интимных моментов с Эми, когда он ухаживал за ней во время гриппа, что подтолкнуло его к традиционным отношениям с ней. Шелдон после расспросов Барри Крипке о своей девушке лжёт, что у него секс с Эми, хотя и признается Пенни, что они с Эми когда-нибудь возможно начнут заниматься сексом. Позже Шелдон делает то же признание Эми, участвуя в романтической версии игры Dungeons & Dragons.
Когда в девятом сезоне к Шелдону приезжает бабушка, она выговаривает Эми за то, что та обидела Шелдона, и непреднамеренно раскрывает секрет наличия у него обручального кольца.
Позже Эми предлагают трёхмесячный научный проект в Принстонском университете в Нью-Джерси, и она уезжает с согласия Шелдона. Она начинает злиться, когда узнает, что Шелдон проводит время со своей ассистенткой Рамоной Новицки, которая, как она подозревает, испытывает романтические чувства к Шелдону (что так и есть). В финале сезона, после того как Рамона целует Шелдона, он приезжает к Эми и делает ей предложение. Эпизод заканчивается на ожидании её ответа. В премьерном эпизоде 11 сезона "Proposal Proposal", действие которого происходит сразу после предложения Шелдона, ответ Эми затягивается из-за телефонного звонка Леонарда и Пенни, после чего она наконец говорит «да». Они с Шелдоном женятся в финале 11-го сезона. Эми возражает, когда Шелдон хочет предоставить сперму для ребенка Зака Джонсона, но пытается убедить его в том, что у них будет собственный ребенок.
Эми склонна к музыке и на протяжении всего сериала играет на арфе, автоарфе и клавишных.
В заключительном сезоне Шелдон и Эми публикуют свою работу по суперасимметрии в теории струн и вместе получают Нобелевскую премию по физике.
В 16 серии 5 сезона сериала «Детство Шелдона» из закадрового голоса мы узнаем что Эми получила Нобелевскую премию по нейробиологии.

## Характер
Первоначально Эми была показана как женская версия Шелдона. Эми была умна, малоэмоциональна и уверена в том, что всегда права. Во многом её поведение было связано с её одиночеством. По мере развития сюжета Эми стала гораздо более дружелюбной и ласковой. Поначалу она неоднозначно и часто снисходительно относится к Пенни и Бернадетт, но позже, когда она проводит с ними больше времени, она теряет свой жёсткий, отстранённый характер и становится более женственной и общительной, хотя и сохраняет некоторую социальную неловкость.

## Факты
- Эми жила одна до того, как они с Шелдоном решили провести эксперимент по совместному проживанию в 4-й серии 10-го сезона.
- Она работает нейробиологом.
- В детстве и подростковом возрасте у неё не было друзей, и её часто обижали.
- У Эми было больше 100 оргазмов, вызванных электростимуляцией мозга.
- Играет на арфе.
- Ставит эксперименты над приматами.
- Любит смотреть старое французское кино.
- Обожает создавать стеганые одеяла, так как это самый долгий и кропотливый способ изготовления одеяла.
- Имеет зубную щётку по имени Жерар, которая помогает ей «справиться с одиночеством».
- В 13 серии 1 сезона (9:32), когда Хофстедтер, Воловиц и Кутраппали ищут четвертого члена команды для турнира по физике, Радж предлагает актрису, которая играла в телесериале Блоссом, говоря что она очень умная и имеет степень доктора философии по нейронаукам. Этой актрисой является Маим Бялик.

## Отношения
Эми, заключив со своей матерью договор о том, что она будет раз в год ходить на свидание, зарегистрировалась на сайте знакомств. Алгоритм подбирает её в качестве идеального партнёра для Шелдона Купера.
Сначала Шелдон говорит, что Эми «девушка, друг, но не моя девушка», хотя они регулярно общаются в Скайпе, по телефону. Но в 10 серии 5 сезона, когда Эми соглашается пойти в кино со Стюартом, Шелдон испытывает странные для него чувства, и под их влиянием приходит на свидание Эми и Стюарта и предлагает Эми быть его девушкой. Эми соглашается. Шелдон составляет договор их отношений, оба подписывают его. Раз в неделю ходят на свидания. Долгое время у них были платонические отношения, хотя Эми это не нравилось. В 15 серии 7 сезона Шелдон саркастически целует Эми. После этого поцелуи стали частью свидания.
В 8 серии 8 сезона Шелдон признается Эми в любви. В 24 серии 8 сезона Эми решает сделать в их отношениях перерыв, так как, по её мнению, любить Шелдона тяжело «эмоционально и физически». В 10 серии 9 сезона снова начинают встречаться. В 11 серии 9 сезона у Эми день рождения, и Шелдон решает подарить ей интимную близость. С 10 сезона они живут вместе, в 24 серии 10 сезона Шелдон делает ей предложение. В конце 11 сезона они женятся. В сериале «Детство Шелдона» в 22 серии 1 сезона взрослый Шелдон озвучивает, что у него есть дети. В 24 серии 12 сезона Шелдон и Эми получают Нобелевскую премию по физике за открытие суперасимметрии.